# Gilgamesh (filme)
Gilgamesh é um filme Argentino de animação com lançamento previsto para 2023. É dirigido por Tomás Lipgot e recebeu empréstimo da Epic Games. É baseado no herói Gilgamesh, da antiga religião mesopotâmica.

## Sinopse
Gilgamesh embarca na busca pela imortalidade enquanto lida com sua rivalidade e amizade com Enkídu.

## Elenco
- TBA como Gilgamesh
- TBA como Enkídu

## Produção
O trailer foi lançado no meio de 2020. Deadline Hollywood anunciou o projeto em janeiro de 2021. É financiado pelo programa Epic Mega Gants e terá tanto uma versão em Espanhol e Inglês. O programa Epic MegaGrants financia em projetos que "alimentam a criatividade e avançam a tecnologia na comunidade de gráficos em 3D, através de jogos, mídias imersivas, visualizações, produção, educação e mais". A participação no programa MegaGrants não representa um investimento do Epic Games.
O filme usará a tecnologia Unreal Engine. O Epic Games colocou $100 milhões no projeto. Anteriormente houve uma adaptação cinematográfica de Gilgamesh em 2011.
O roteiro foi escrito com cerca de 4 e 5 versões do poema e a pesquisa necessitou de vários livros sobre Gilgamesh. Julio Brugos, especialista em história Suméria, trabalhou com a equipe de pré-produção. O filme usa a tecnologia de captura de movimentos.
Os personagens foram feitos pela "Hookup Animation" e de acordo com o diretor: "Usamos evidências históricas e desde o começo, nosso interessa era o de ir além da estética da Disney para os personagens." O projeto foi declarado como sendo de "interesse cultural" pela  Secretaría de Cultura de la Nación Argentina.